# Макаров, Дмитрий Алексеевич (футболист)
Дми́трий Алексе́евич Мака́ров (род. 16 сентября 1982, Ленинград) — российский футболист, нападающий.
Футболом занимался с семи лет. Профессиональную карьеру начал в составе петербургского «Зенита-2» в зоне «Запад» второго дивизиона в 2000 году. Следующий сезон провёл в команде «Локомотив-Зенит-2». В 2002—2004 годах выступал в составе основной команды. В 2005 году на правах аренды выступал за пермский «Амкар». Из-за тяжёлой травмы — артроз коленного сустава — в 23 года завершил выступления на профессиональном уровне.
В 2006 году окончил Университет физической культуры им. П. И. Лесгафта, затем поступил в СПбГУЭиФ. С 2008 года несколько лет был начальником молодёжной команды «Зенита». Работал агентом, по состоянию на 2017 год — сотрудник брокерской конторы.

## Достижения
- Серебряный призёр чемпионата России 2003 года.
- Обладатель Кубка РФПЛ 2003 года.